# Bromatologia

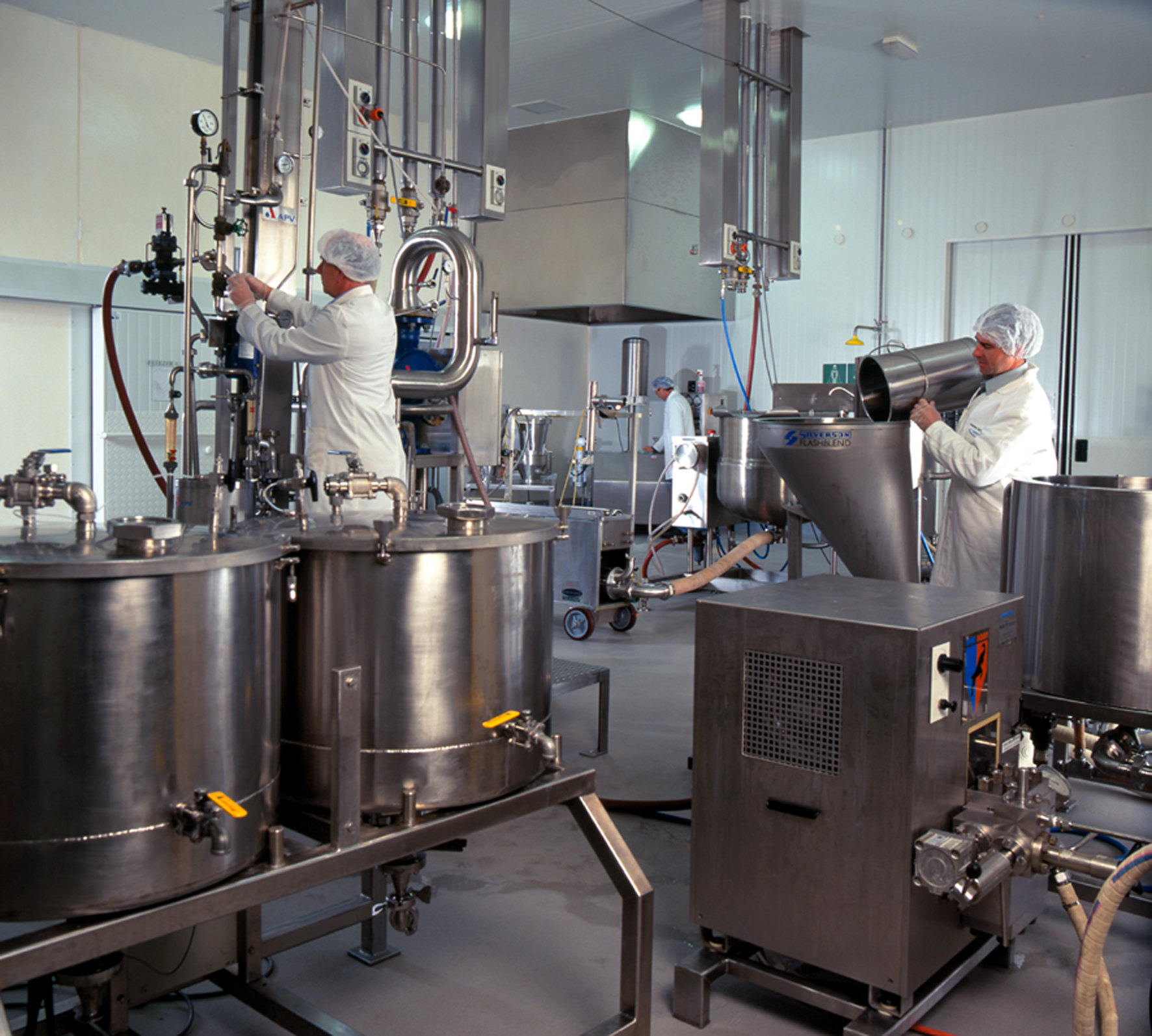
Laboratorium żywności w Australii

Bromatologia (gr. brὂma ‘pożywienie’, lógos ‘nauka’) – nauka zajmująca się badaniem żywności: wartością odżywczą, składem chemicznym, zawartością składników odżywczych i antyodżywczych (np. fityniany, inhibitory trypsyny), strawnością i przyswajalnością przez organizm, zanieczyszczeniami (np. zawartość pestycydów lub metali ciężkich), obecności mikroorganizmów (bakterie, wirusy, grzyby). Ponadto bromatologia zajmuje się również higieną żywności w procesach produkcyjnych, przechowywaniu, przetwórstwie i obrocie.
Dzisiejsza bromatologia obejmuje również pochodzenie nowych źródeł żywności. Bada wpływ środowiska naturalnego na jakość płodów rolnych, kontroluje poziom zanieczyszczeń chemicznych i biologicznych, które dostają się do żywności z zewnątrz.
W Polsce, zagadnieniem tym zajmują się m.in. Państwowy Zakład Higieny, Instytut Żywności i Żywienia oraz Instytut Ochrony Roślin.